# Les Cabanyes
Les Cabanyes est une commune de la province de Barcelone, en Catalogne, en Espagne, de la comarque d'Alt Penedès

## Politique et administration

### Liste des maires
| Période | Période | Identité                         | Étiquette | Qualité |
| ------- | ------- | -------------------------------- | --------- | ------- |
| 1979    | 1991    | Pere Miralles Pedro              |           |         |
| 1991    | 1996    | Tomas Vidal Lanza                |           |         |
| 1996    | 2007    | Joan Saumell Caralt              | CiU       |         |
| 2007    | 2011    | Francesc Ramon Olivella Pastallé | CiU       |         |
| 2011    | 2014    | Cisco Olivella i Pastallé        | CiU       |         |

## Culture locale et patrimoine

### Personnalités liées à la commune
- Josep Torras i Bages (1846-1916) : penseur, écrivain et évêque né à Les Cabanyes.